# Mazanderani
Mazanderani (Mazanderanci, Mazandarani, Tabri), iranski narod naseljen uz južnu obalu Kaspijskog jezera na sjeveru Irana u provinciji Mazandaran. Populacija Mazanderana iznosi preko 3 milijuna, a mnogi od njih žive u gradovima Ramsar, Tonekabon, Chaloos, Noshahr, Noor, Mahmood Abad, Amol, Babolsar, Babol, Qaemshahr, Jooybar, Savadkooh, Sari, Neka i Behshahr. Tek manji dio ih je ostao živjeti nomadskim načinom života svojih predaka krečući se sa stokom u potrazi za pašnjacima. Mazanderanskom ekonomijom dominira agrikultura i ribarstvo. Kao sjedilački narod, ruralni Mazanderani (54.1%) bave se uzgojem raznih bliljnih kultura riža, pšenica, ječam, čaj, voće i pamuk. Uzgajaju i goveda a poznati su po uzgoju rasnih arapskih konja. Uz obalu Kaspijskog jezera razvijen je ribolov i proizvodnja kavijara koji je na glasu u cijelom svijetu. Poznati su i u proirvodnji ćilima (žene). Vjera muslmanska.

## Jezik
Mazanderani govore mazanderanskim jezikom [mzn], indoeuropskim predstavnikom kaspijske podskupine sjeverozapadnih zapadnoiranskih jezika